# Седов, Павел Иванович (Герой Социалистического Труда)
Павел Иванович Седо́в (1906, Тверская губерния — 1992, Москва) — конструктор электровакуумных приборов, начальник лаборатории завода «Плутон».

## Биография
Родился 16 (29) октября 1906 года в деревне Бор (ныне Бежецкий район, Тверская область). Детские годы провел в городе Ленинграде. Здесь кончил школу и вечерний рабфак, работал электромонтером. Член ВКП(б) с 1930 года.
В 1937 году окончил ЛПИ имени М. И. Калинина. Работал инженером-электрофизиком в одном из научно-исследовательских институтов. В 1939 году был командирован в США для знакомства и изучения телевизионной техники. Проходил годичную стажировку на производстве электронных приборов фирмы «RCA».
Участник Великой Отечественной войны. В августе 1941 года через Петроградский райвоенкомат, несмотря на наличие брони, записался в народное ополчение. Участвовал в обороне Ленинграда. Стал офицером и летом 1942 года был назначен начальником радиотелефонной испытательной станции фронтового склада связи № 1897 на Карельском фронте.
В марте 1945 года по Постановлению ГКО СССР старший техник-лейтенант П. И. Седов был отозван с фронта в город Москву и направлен работать инженером на завод «Точизмеритель».
В мае 1946 года в составе завода было создано Особое конструкторское бюро для разработки сверхвысокочастотных электровакуумных приборов. Налаживанием нового производства занимался в числе других инженеров и П. И. Седов.
В 1948 году он был назначен начальником одной из лабораторий в новом КБ. Лаборатория занималась разработкой 2-х и 3-сантиметровых импульсных неперестраиваемых и перестраиваемых магнетронов. Под его руководством создается целая серия электронно-лучевых трубок различного назначения, начиная от снабжения бытовых телевизоров и кончая военной техникой.
Середина 1950-х годов в СССР ознаменовалось бурным развитием ракетно-космической техники. В связи с этим перед ОКБ была поставлена задача организации разработок магнетронов для бортовой аппаратуры, отвечающих жёстким условиям эксплуатации. В лаборатории П. И. Седова был разработан ряд надёжных измерительных приборов для освоения космического пространства.
Работал заведующим лабораторией до ухода на пенсию 1975 году. За четверть века работы главным конструктором им было создано более 15 типов магнетронов.
Умер в 1992 году. Прах захоронен в колумбарии на Николо-Архангельском кладбище.

## Награды и премии
- медаль «За боевые заслуги» (6.9.1944; был представлен к ордену Красной Звезды)
- медаль «За оборону Советского Заполярья» (23.2.1945)
- Сталинская премия третьей степени (1950) — за разработку и внедрение в серийное производство новой радиоаппаратуры (первых отечественных магнетронов)
- орден Трудового Красного Знамени (29.7.1960)[2]
- звание Герой Социалистического Труда (17.6.1961) с вручением медали «Серп и Молот» и ордена Ленина — за выдающиеся заслуги в создании образцов ракетной техники и обеспечении успешного полёта советского человека в космическое пространство
- орден Отечественной войны II степени (6.4.1985).